# Aufstand vom Dezember 1970 in Polen

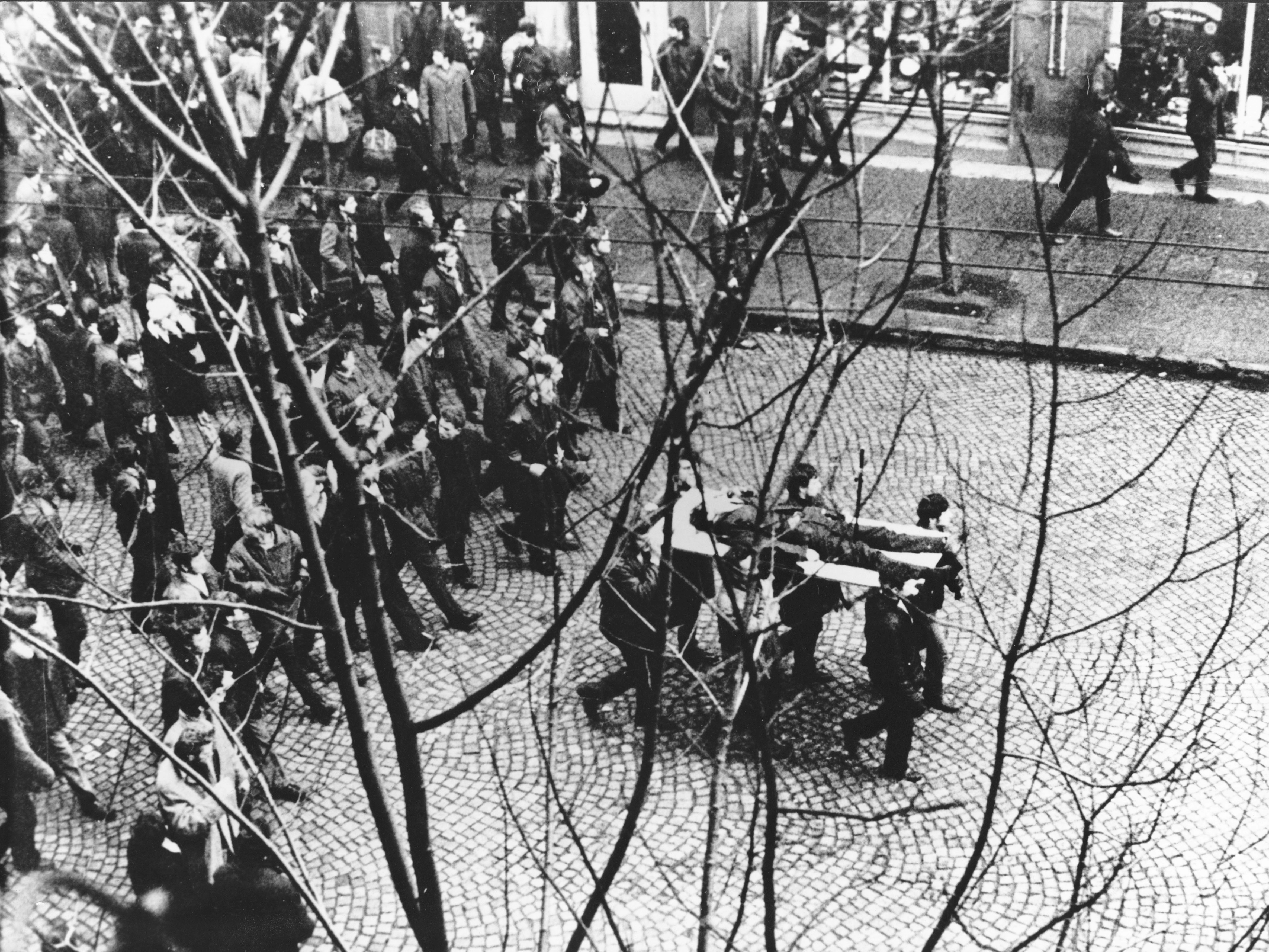
Demonstranten tragen den erschossenen Zbyszek Godlewski in Gdingen

Der Aufstand vom Dezember 1970 in Polen war ein Arbeiteraufstand vom 14. bis 22. Dezember 1970 in der Volksrepublik Polen; es kam zu Streiks, Massenkundgebungen, Demonstrationen in Gdingen, Danzig, Stettin und Elbing. Ausgelöst wurden die Unruhen durch plötzliche drastische Preiserhöhungen für Lebensmittel und Gegenstände des täglichen Bedarfs.

## Vorgeschichte und Verlauf
Ab 1967 litt die Wirtschaft der Volksrepublik Polen unter einer zunehmenden Rezession. 1968 kam es außerdem im ganzen Land zu Studentenunruhen. Die politische Führung unter Władysław Gomułka bekam die innenpolitische Lage nur bedingt unter Kontrolle und bereits im Sommer 1970 kam es in der Bevölkerung zu Gerüchten über anstehende Preiserhöhungen. Nur vorübergehend beruhigt wurde die Stimmung durch den Abschluss des Warschauer Vertrages mit der Bundesrepublik Deutschland am 7. Dezember 1970. In der Hoffnung, dass dieser außenpolitische Erfolg die Bevölkerung von der Krise ablenken würde, wurden die Preise insbesondere für Konsumgüter kurz vor Weihnachten tatsächlich um bis zu 38 % erhöht.
Als Reaktion auf diese Preiserhöhungen kam es zunächst in den Danziger Werften zu Streiks. Hinzu kamen Demonstrationen in ganz Polen. Das Land befand sich dabei zeitweise am Rande eines Bürgerkrieges. Die Behörden reagierten mit massivem Einsatz von Milizkräften und dem Militär. Bei gewaltsamen Auseinandersetzungen mit Demonstranten kamen 44 Menschen ums Leben. Mehr als tausend Personen wurden bei den Einsätzen verletzt. 
Die Unruhen bedeuteten das Ende der Herrschaft von Gomułka nach 14 Jahren im Amt des Vorsitzenden des polnischen Zentralkomitees. Das Politbüro der marxistisch-leninistischen PZPR zwang die Regierung am 19. Dezember 1970 zum Rückzug, um ihre Herrschaft zu sichern. Nachfolger Gomułkas wurde am 20. Dezember 1970 Edward Gierek.

## Nachwirkungen
Die August-Streiks von 1980, die zur Zulassung freier Gewerkschaften führten, stehen ausdrücklich in der Tradition der Ereignisse von 1970. So war die Errichtung eines Denkmals für die Opfer des Dezember 1970 eine der Forderungen der Streiks 1980.
Bei der Enthüllung des Denkmals auf dem Platz vor der Danziger Werft (Leninwerft) erklang am 16. Dezember 1980 vor 100.000 Menschen zum ersten Mal das Lacrimosa (später Teil des Polnischen Requiems) von Krzysztof Penderecki, das für dieses Ereignis von der Solidarność in Auftrag gegeben worden war.

Denkmäler für die Opfer der Aufstände
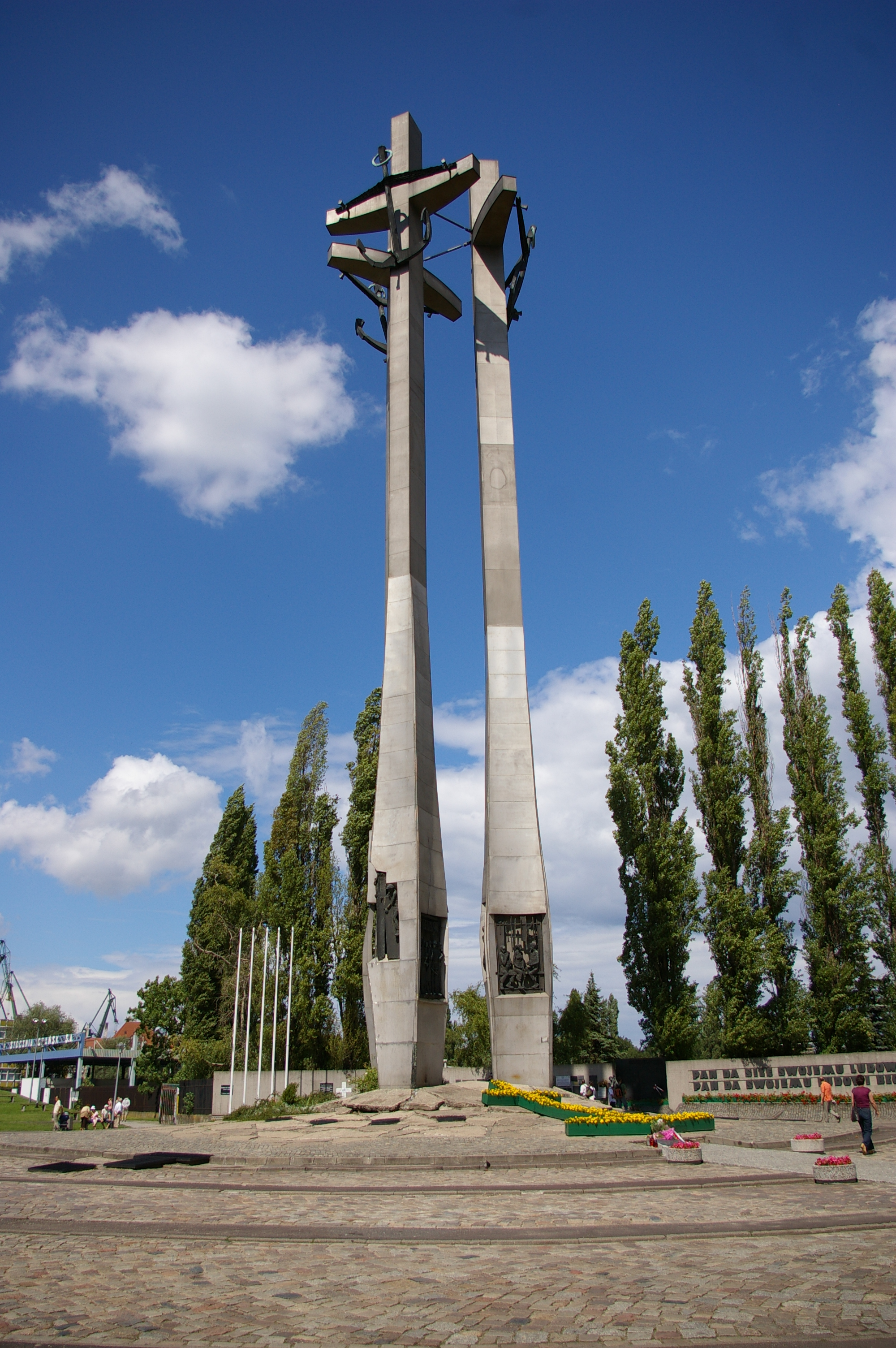
Denkmal für die gefallenen Werftarbeiter in Danzig
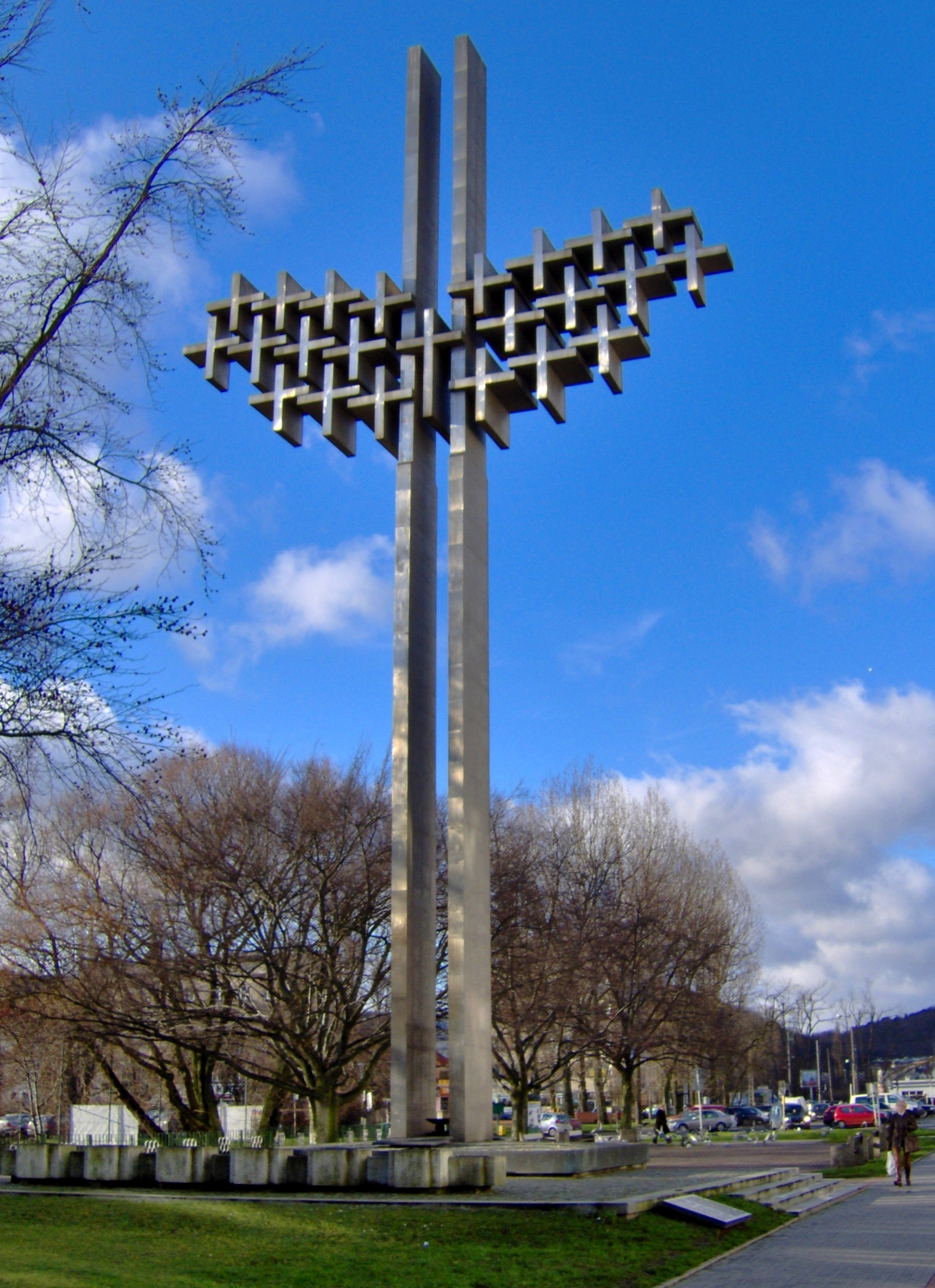
Denkmal für die Opfer in Gdynia an der Piłsudski-Allee
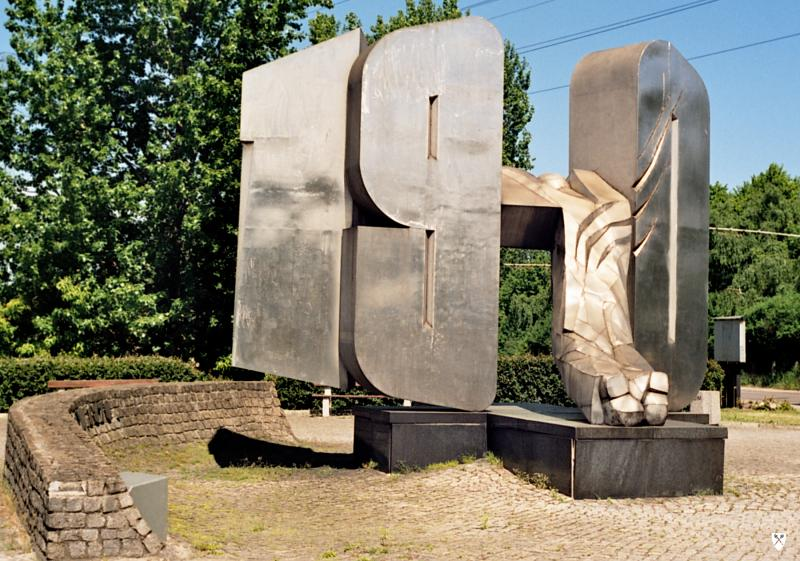
Monument für die Opfer des Aufstands in Gdynia
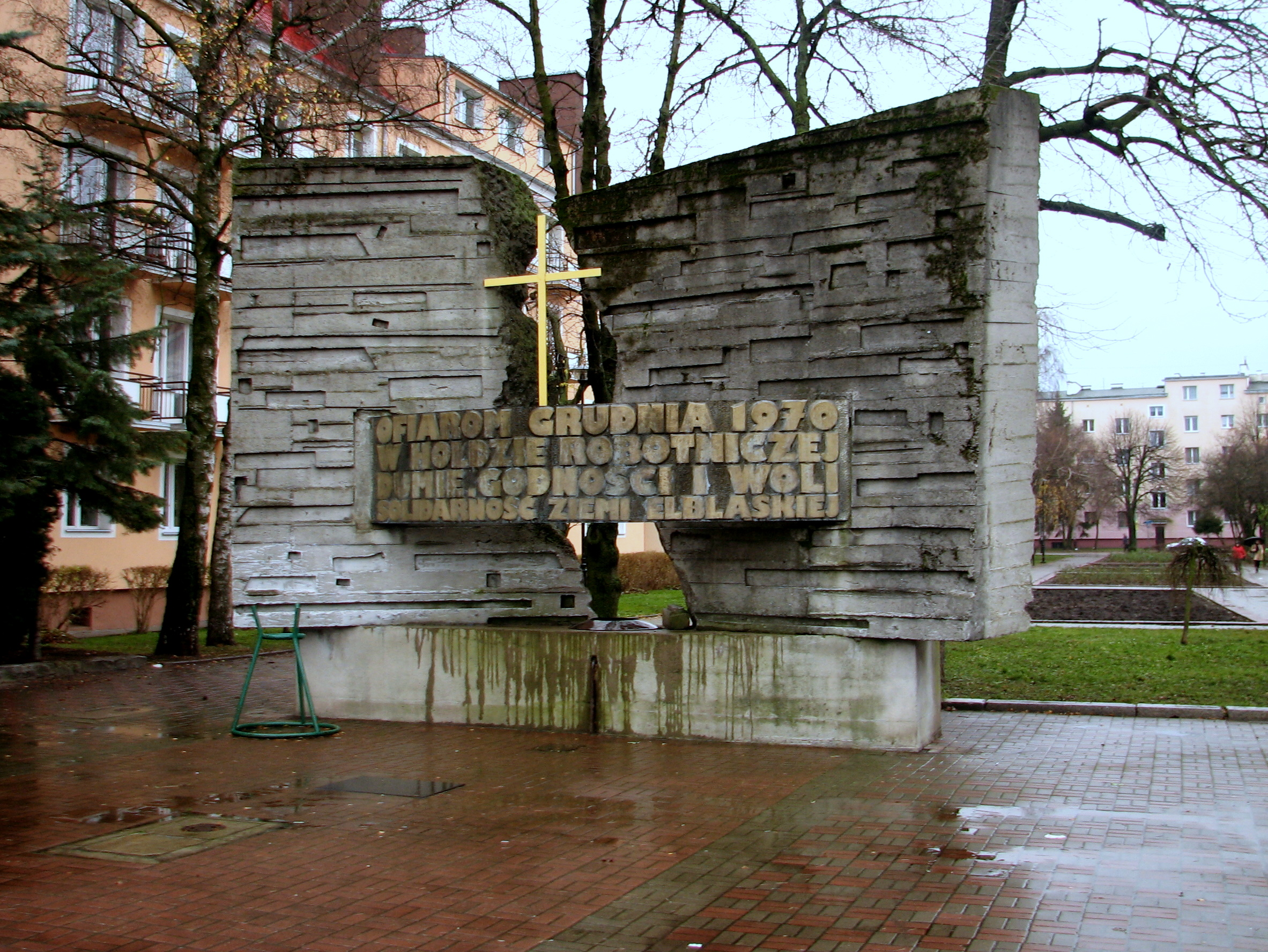
Denkmal der Opfer von Massakern während polnischen Proteste 1970 in Elbląg

## Bedeutende Streiks in der Volksrepublik Polen
- Juni 1956 – Posener Aufstand
- März 1968 – März-Unruhen, vor allem in Warschau
- Juni 1976 – Ursus (Warschau)/Ursus S.A., Radom, Płock
- August 1980 – Danzig/Stettin/Elbing: Solidarność